# Friedrich Wilhelm Vitzthum von Eckstedt
Friedrich Wilhelm Vitzthum von Eckstedt (* 4. August 1578 in Weimar; † 26. Mai 1637 in Leipzig) war ein deutscher General der Kavallerie im Dreißigjährigen Krieg, Rat in Sachsen-Altenburg und Hauptmann der Ämter Saalfeld, Zella und Gräfenthal.

## Leben
Er stammte aus dem Adelsgeschlecht Vitzthum von Eckstedt und war der zweitälteste Sohn des Dietrich Vitzthum von Eckstedt (* 22. Mai 1544; † 21. April 1612) auf Eckstedt und Markvippach und der Eva geb. von Mila (* 25. August 1549; † 15. November 1598). Der älteste und erstgeborene Sohn war sein Zwillingsbruder Hans Wilhelm Vitzthum von Eckstedt.

## Familie
Am 31. Juli 1608 heiratete er Dorothea Susanne von Vippach (1587–1641), einer Tochter Georg von Vippach und Baronesse Elisabeth von Reussen. Sein Sohn war der Rittmeister Georg Dietrich Vitzhtum von Eckstedt. Leicht wird er mit dem gleichnamigen Oberst verwechselt, der jedoch ein Sohn von Georg Vitzthum von Eckstedt auf Kannawurf war.